# Madame Moitessier assise
Pour les articles homonymes, voir Moitessier.
Madame Moitessier assise est un portrait peint, entre 1844 et 1856, par Jean-Auguste-Dominique Ingres, de Madame Moitessier, née Marie-Clotilde-Inès de Foucauld (1821–1897). Le portrait fait partie des collections de la National Gallery de Londres qui l'a acheté en 1936. 
Il s'agit du second portrait de Madame Moitessier. Le titre le différencie du premier, Madame Moitessier peint en 1851, où elle est représentée debout en robe noire, tableau conservé à la National Gallery of Art de Washington. 

## Le modèle

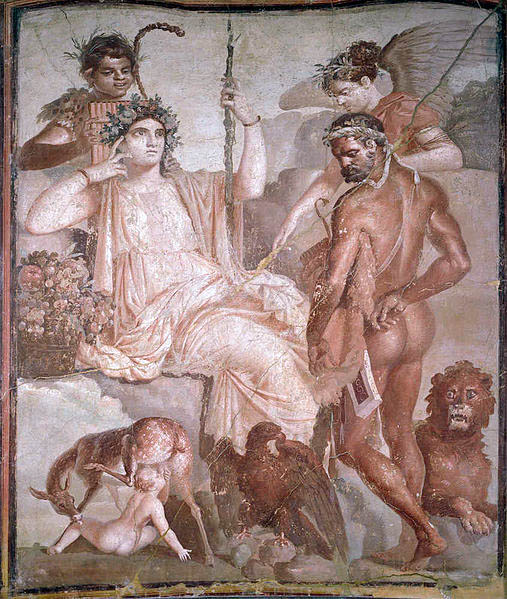
Fresque d'Herculanum représentant Télèphe et Héraclès, source d'inspiration pour la pose de madame Moitessier.

Inès de Foucauld de Pontbriant était fille d'un fonctionnaire du ministère des Eaux et forêts. Elle sera la tante de Charles de Foucauld.
En 1842, âgée de 21 ans, elle épouse un veuf qui a deux fois son âge, Paul Sigisbert Moitessier (1799-1889), riche banquier du Second Empire. 
Elle tiendra, sous la Troisième République, un salon politique pour Louis Buffet, neveu de son mari et plusieurs fois ministre.
En 1844, Ingres fut invité par  un ami de longue date, Charles Marcotte, qui était aussi un collègue de Sigisbert Moitessier,  à faire le portrait de Mme Moitessier. D'abord réticent, car il considérait alors  le portrait comme un thème secondaire de l'histoire de l'art, il accepte la commande car il est frappé par la beauté de son modèle. 